# Orsonwelles calx
Orsonwelles calx är en spindelart som beskrevs av Gustavo Hormiga 2002. Orsonwelles calx ingår i släktet Orsonwelles och familjen täckvävarspindlar. Inga underarter finns listade i Catalogue of Life.